# Uzbekistan na Letnich Igrzyskach Olimpijskich 2016
Uzbekistan na Letnich Igrzyskach Olimpijskich 2016 reprezentowało 70 zawodników: 47 mężczyzn i 23 kobiety. Był to szósty start reprezentacji Uzbekistanu na letnich igrzyskach olimpijskich.

## Zdobyte medale
| Medal  | Zawodnik              | Dyscyplina           | Konkurencja                           | Rezultat                                                                              | Data        |
| ------ | --------------------- | -------------------- | ------------------------------------- | ------------------------------------------------------------------------------------- | ----------- |
| Złoto  | Xasanboy Do‘smatov    | Boks                 | waga papierowa mężczyzn               | W finale pokonał reprezentanta Kolumbii Yurberjen Martínez.                           | 14 sierpnia |
| Złoto  | Ruslan Nurudinov      | Podnoszenie ciężarów | waga do 105 kg mężczyzn               | 431 kg                                                                                | 15 sierpnia |
| Złoto  | Shaxobidin Zoirov     | Boks                 | waga musza mężczyzn                   | W finale pokonał Rosjanina Miszę Ałojana                                              | 21 sierpnia |
| Złoto  | Fazliddin Gaibnazarov | Boks                 | waga lekkopółśrednia mężczyzn         | W finale pokonał reprezentanta Azerbejdżanu Lorenzo Sotomayor.                        | 21 sierpnia |
| Srebro | Shaxram Giyasov       | Boks                 | waga półśrednia mężczyzn              | W finale uległ reprezentantowi Kazachstanu Danijarowi Jeleusinowowi.                  | 17 sierpnia |
| Srebro | Bektemir Meliqo‘ziyev | Boks                 | waga średnia mężczyzn                 | W finale uległ reprezentantowi Kuby Arlenowi López.                                   | 20 sierpnia |
| Brąz   | Diyorbek Urozboyev    | Judo                 | waga do 60 kg mężczyzn                | W pojedynku o brązowy medal pokonał reprezentanta Gruzji Amirana Papinaszwiliego.     | 6 sierpnia  |
| Brąz   | Rishod Sobirov        | Judo                 | waga do 66 kg mężczyzn                | W pojedynku o brązowy medal pokonał reprezentanta Słowenii Adriana Gomboc.            | 7 sierpnia  |
| Brąz   | Rustam Tulaganov      | Boks                 | waga ciężka mężczyzn                  | W półfinale uległ reprezentantowi Rosji Jewgienijowi Tiszczenko.                      | 13 sierpnia |
| Brąz   | Yelmurat Tasmuradov   | Zapasy               | styl klasyczny waga do 59 kg mężczyzn | W pojedynku o brązowy medal pokonał reprezentanta Kirgistanu Arsena Eralijewa.        | 14 sierpnia |
| Brąz   | Murodjon Axmadaliyev  | Boks                 | waga kogucia mężczyzn                 | W półfinale uległ reprezentantowi Kuby Robeisy Ramírez.                               | 18 sierpnia |
| Brąz   | Ixtiyor Navruzov      | Zapasy               | styl wolny waga do 65 kg mężczyzn     | W pojedynku o brązowy medal pokonał reprezentanta Mongolii Gandzorigijn Mandachnaran. | 21 sierpnia |
| Brąz   | Magomied Ibragimow    | Zapasy               | styl wolny waga do 97 kg mężczyzn     | W pojedynku o brązowy medal pokonał reprezentanta Ukrainy Wałerija Andrijcewa.        | 21 sierpnia |

## Skład kadry

### Boks
Mężczyźni
| Zawodnik              | Konkurencja | 1/16             | 1/8              | Ćwierćfinał      | Półfinał         | Finał            | Finał   | Źródło |
| Zawodnik              | Konkurencja | Przeciwnik Wynik | Przeciwnik Wynik | Przeciwnik Wynik | Przeciwnik Wynik | Przeciwnik Wynik | Miejsce | Źródło |
| --------------------- | ----------- | ---------------- | ---------------- | ---------------- | ---------------- | ---------------- | ------- | ------ |
| Xasanboy Do‘smatov    | 49 kg       | BYE              | Velázquez W 3-0  | Żakypow W 3-0    | Hernández W 3-0  | Martínez W 3-0   | złoto   | [ 1 ]  |
| Shaxobidin Zoirov     | 52 kg       | Irvine W 3-0     | Vargas W 3-0     | Məmişzadə W 3-0  | Finol W 3-0      | Ałojan W 3-0     | złoto   | [ 2 ]  |
| Murodjon Axmadaliyev  | 56 kg       | BYE              | Jeralijew W 3-0  | Melián W TKO     | Ramírez P 0-3    | NQ               | brąz    | [ 3 ]  |
| Xurshid Tojibayev     | 60 kg       | Erşeker W 3-0    | Cordina W 2-0    | Conceição P 0-3  | NQ               | NQ               | 5.      | [ 4 ]  |
| Fazliddin Gaibnazarov | 64 kg       | Malonga W TKO    | Kumar W 3-0      | Russell W 2-1    | Dunajcew W 2-1   | Sotomayor W 2-1  | złoto   | [ 5 ]  |
| Shaxram Giyasov       | 69 kg       | Sissokho W 3-0   | Stanionis W 3-0  | Iglesias W 3-0   | Rabii W 3-0      | Jeleusinow P 0-3 | srebro  | [ 6 ]  |
| Bektemir Meliqo‘ziyev | 75 kg       | BYE              | Lewis W 3-0      | Krishan W 3-0    | Rodríguez W 3-0  | López P 0-3      | srebro  | [ 7 ]  |
| Elshod Rasulov        | 81 kg       | BYE              | Buatsi P KO      | NQ               | NQ               | NQ               | 9.      | [ 8 ]  |
| Rustam Tulaganov      | 91 kg       | BYE              | Castillo W 3-0   | Abdullayev W 3-0 | Tiszczenko P 0-3 | NQ               | brąz    | [ 9 ]  |
| Bahodir Jalolov       | +91 kg      | BYE              | Muñoz W KO       | Joyce P 0-3      | NQ               | NQ               | 5.      | [ 10 ] |

Kobiety
| Zawodnik           | Konkurencja | 1/8              | Ćwierćfinał      | Półfinał         | Finał            | Finał   | Źródło |
| Zawodnik           | Konkurencja | Przeciwnik Wynik | Przeciwnik Wynik | Przeciwnik Wynik | Przeciwnik Wynik | Miejsce | Źródło |
| ------------------ | ----------- | ---------------- | ---------------- | ---------------- | ---------------- | ------- | ------ |
| Jodgoroj Mirzajewa | waga musza  | Bujold P 0-3     | NQ               | NQ               | NQ               | 9.      | [ 11 ] |

### Gimnastyka
Mężczyźni
| Zawodnik    | Konkurencja            | Kwalifikacje | Kwalifikacje | Kwalifikacje | Kwalifikacje | Kwalifikacje | Kwalifikacje | Kwalifikacje | Kwalifikacje | Finał    | Finał    | Finał    | Finał    | Finał    | Finał    | Finał | Finał   | Źródło |
| Zawodnik    | Konkurencja            | Przyrząd     | Przyrząd     | Przyrząd     | Przyrząd     | Przyrząd     | Przyrząd     | Razem        | Pozycja      | Przyrząd | Przyrząd | Przyrząd | Przyrząd | Przyrząd | Przyrząd | Razem | Pozycja | Źródło |
| Zawodnik    | Konkurencja            | F            | PH           | R            | V            | PB           | HB           | Razem        | Pozycja      | F        | PH       | R        | V        | PB       | HB       | Razem | Pozycja | Źródło |
| ----------- | ---------------------- | ------------ | ------------ | ------------ | ------------ | ------------ | ------------ | ------------ | ------------ | -------- | -------- | -------- | -------- | -------- | -------- | ----- | ------- | ------ |
| Anton Fokin | wielobój indywidualnie | 11,800       | 14,333       | 13,966       | 14,400       | 15,466       | 13,866       | 83,831       | 37.          | NQ       | NQ       | NQ       | NQ       | NQ       | NQ       | NQ    | NQ      | [ 12 ] |

Kobiety
| Zawodniczka        | Konkurencja | Kwalifikacje | Kwalifikacje | Finał  | Finał   | Źródło |
| Zawodniczka        | Konkurencja | Wynik        | Miejsce      | Wynik  | Miejsce | Źródło |
| ------------------ | ----------- | ------------ | ------------ | ------ | ------- | ------ |
| Oksana Chusovitina | równoważnia | 13,300       | 50.          | NQ     | NQ      | [ 13 ] |
| Oksana Chusovitina | skok        | 14,999       | 5.           | 14,833 | 7.      | [ 13 ] |

#### Gimnastyka artystyczna
| Zawodnik                                                                          | Konkurencja           | Eliminacje | Eliminacje | Finał | Finał   | Źródło |
| Zawodnik                                                                          | Konkurencja           | Wynik      | Pozycja    | Wynik | Pozycja | Źródło |
| --------------------------------------------------------------------------------- | --------------------- | ---------- | ---------- | ----- | ------- | ------ |
| Anastazja Serdiukowa                                                              | wielobój indywidualny | 68,490     | 17.        | NQ    | NQ      | [ 14 ] |
| Samira Amirowa Walerija Dawidowa Luiza Ganiewa Zarina Kurbonowa Marta Rostoburowa | zawody drużynowe      | 31,166     | 12.        | NQ    | NQ      | [ 14 ] |

#### Skoki na trampolinie
| Zawodnik         | Konkurencja | Eliminacje        | Eliminacje    | Eliminacje | Eliminacje | Eliminacje | Finał    | Finał     | Finał  | Finał  | Finał   | Finał   | Źródło |
| Zawodnik         | Konkurencja | Układ obowiązkowy | Układ dowolny | Kara       | Razem      | Pozycja    | Trudność | Wykonanie | Lot    | Kara   | Łącznie | Pozycja | Źródło |
| Zawodnik         | Konkurencja | Punkty            | Punkty        | Punkty     | Punkty     | Pozycja    | Punkty   | Punkty    | Punkty | Punkty | Punkty  | Pozycja | Źródło |
| ---------------- | ----------- | ----------------- | ------------- | ---------- | ---------- | ---------- | -------- | --------- | ------ | ------ | ------- | ------- | ------ |
| Yekaterina Xilko | kobiety     | 46,570            | 50,955        |            | 97,525     | 12.        | NQ       | NQ        | NQ     | NQ     | NQ      | NQ      | [ 15 ] |

### Judo
Mężczyźni
| Zawodnik           | Konkurencja | 1/32                | 1/16               | 1/8                  | Ćwierćfinał           | Półfinał           | Repasaże          | Finał/ 3.miejsce       | Finał/ 3.miejsce | Źródło |
| Zawodnik           | Konkurencja | Przeciwnik Wynik    | Przeciwnik Wynik   | Przeciwnik Wynik     | Przeciwnik Wynik      | Przeciwnik Wynik   | Przeciwnik Wynik  | Przeciwnik Wynik       | Pozycja          | Źródło |
| ------------------ | ----------- | ------------------- | ------------------ | -------------------- | --------------------- | ------------------ | ----------------- | ---------------------- | ---------------- | ------ |
| Diyorbek Urozboyev | - 60 kg     | BYE                 | Katz W 100-000     | Chammartin W 011-000 | Smietow P 000-001     | NQ                 | Kitadai W 100-000 | Papinaszwili W 001-000 | brąz             | [ 16 ] |
| Rishod Sobirov     | - 66 kg     | BYE                 | Szerszań W 001-001 | Mata W 100-000       | An P 000-010          | NQ                 | Mateo W 100-000   | Gomboc W 110-000       | brąz             | [ 17 ] |
| Mirali Sharipov    | - 73 kg     | BYE                 | Elmont P 000-010   | NQ                   | NQ                    | NQ                 | NQ                | NQ                     | 17.              | [ 18 ] |
| Shaxzod Sobirov    | - 81 kg     | BYE                 | Naulu W 100-001    | Stevens P 000-101    | NQ                    | NQ                 | NQ                | NQ                     | 9.               | [ 19 ] |
| Szerali Jurajew    | - 90 kg     | Benamadi W 000-000  | Nyman P 001-101    | NQ                   | NQ                    | NQ                 | NQ                | NQ                     | 17.              | [ 20 ] |
| Soyib Kurbanow     | - 100 kg    | Błoszenko P 000-100 | NQ                 | NQ                   | NQ                    | NQ                 | NQ                | NQ                     | 33.              | [ 21 ] |
| Abdullo Tangriyev  | +100 kg     | BYE                 | Sua W 100-000      | Natea W 100-000      | Krakowiecki W 100-000 | Harasawa P 000-100 | N/A               | Silva P 000-100        | 5.               | [ 22 ] |

Kobiety
| Zawodniczka         | Konkurencja | 1/16                | 1/8                 | Ćwierćfinał         | Półfinał            | Repasaże            | Finał / 3.miejsce   | Finał / 3.miejsce | Źródła |
| Zawodniczka         | Konkurencja | Przeciwniczka Wynik | Przeciwniczka Wynik | Przeciwniczka Wynik | Przeciwniczka Wynik | Przeciwniczka Wynik | Przeciwniczka Wynik | Pozycja           | Źródła |
| ------------------- | ----------- | ------------------- | ------------------- | ------------------- | ------------------- | ------------------- | ------------------- | ----------------- | ------ |
| Gulnoza Matniyazova | 70 kg       | Kłys P 000-000      | NQ                  | NQ                  | NQ                  | NQ                  | NQ                  | 17.               | [ 23 ] |

### Kajakarstwo
Mężczyźni
| Zawodnik                        | Konkurencja | Eliminacje | Eliminacje | Półfinały | Półfinały | Finał    | Finał        | Pozycja | Źródło |
| Zawodnik                        | Konkurencja | Czas       | Pozycja    | Czas      | Pozycja   | Czas     | Pozycja      | Pozycja | Źródło |
| ------------------------------- | ----------- | ---------- | ---------- | --------- | --------- | -------- | ------------ | ------- | ------ |
| Aleksiej Mochałow               | K-1 1000 m  | 3:34,469   | 4.         | 3:36,968  | 5.        | 3:34,807 | 4. Finał B   | 12.     | [ 24 ] |
| Herasym Koczniew                | C-1 1000m   | 4:08,127   | 2.         | 3:59,489  | 3.        | 4:04,205 | 6. Finał (A) | 6.      | [ 24 ] |
| Herasym Koczniew Serik Mirbekow | C-2 1000m   | 4:00,330   | 6.         | 3:40,772  | 2.        | 3:52,920 | 8. Finał (A) | 8.      | [ 24 ] |

Kobiety
| Zawodniczka     | Konkurencja | Eliminacje | Eliminacje | Półfinały | Półfinały | Finał | Finał   | Pozycja | Źródło |
| Zawodniczka     | Konkurencja | Czas       | Pozycja    | Czas      | Pozycja   | Czas  | Pozycja | Pozycja | Źródło |
| --------------- | ----------- | ---------- | ---------- | --------- | --------- | ----- | ------- | ------- | ------ |
| Olga Umaraliewa | K-1 200m    | 42,525     | 7.         | NQ        | NQ        | NQ    | NQ      | 25.     | [ 25 ] |

### Lekkoatletyka
Mężczyźni
Konkurencje biegowe
| Zawodnik      | Konkurencja | Finał | Finał   | Źródło |
| Zawodnik      | Konkurencja | Wynik | Miejsce | Źródło |
| ------------- | ----------- | ----- | ------- | ------ |
| Andrey Petrov | maraton     | DNF   | DNF     | [ 26 ] |

Konkurencje techniczne
| Zawodnik          | Konkurencja    | Kwalifikacje | Kwalifikacje | Finał | Finał   | Źródło |
| Zawodnik          | Konkurencja    | Wynik        | Miejsce      | Wynik | Miejsce | Źródło |
| ----------------- | -------------- | ------------ | ------------ | ----- | ------- | ------ |
| Ruslan Kurbanov   | trójskok       | NM           | –            | NQ    | NQ      | [ 27 ] |
| Suhrob Xoʻjayev   | rzut młotem    | 70,11        | 23.          | NQ    | NQ      | [ 28 ] |
| Ivan Zaytsev      | rzut oszczepem | 77,83        | 26.          | NQ    | NQ      | [ 29 ] |
| Bobur Shokirjonov | rzut oszczepem | NM           | –            | NQ    | NQ      | [ 29 ] |

Dziesięciobój
| Zawodnik        | Konkurencja | 100 m | LJ   | SP    | HJ  | 400 m | 110H | DT  | PV  | JT  | 1500 m | Razem | Pozycja | Źródło |
| --------------- | ----------- | ----- | ---- | ----- | --- | ----- | ---- | --- | --- | --- | ------ | ----- | ------- | ------ |
| Leonid Andreyev | Rezultat    | 11,29 | 6,60 | 14,86 | DNS | DNF   | DNF  | DNF | DNF | DNF | DNF    | 2298  | DNF     | [ 30 ] |
| Leonid Andreyev | Punkty      | 797   | 720  | 781   | –   | –     | –    | –   | –   | –   | –      | 2298  | DNF     | [ 30 ] |

Kobiety
Konkurencje biegowe
| Zawodnik              | Konkurencja        | Eliminacje | Eliminacje | Ćwierćfinał | Ćwierćfinał | Półfinał | Półfinał | Finał    | Finał   | Źródło |
| Zawodnik              | Konkurencja        | Wynik      | Miejsce    | Wynik       | Miejsce     | Wynik    | Miejsce  | Wynik    | Miejsce | Źródło |
| --------------------- | ------------------ | ---------- | ---------- | ----------- | ----------- | -------- | -------- | -------- | ------- | ------ |
| Nigina Sharipova      | 100 m              | BYE        | BYE        | 11,68       | 49.         | NQ       | NQ       | NQ       | NQ      | [ 31 ] |
| Nigina Sharipova      | 200 m              | 23,33      | 43.        | N/A         | N/A         | NQ       | NQ       | NQ       | NQ      | [ 32 ] |
| Sitora Xamidova       | 10 000 m           | N/A        | N/A        | N/A         | N/A         | N/A      | N/A      | 31:57,77 | 24.     | [ 33 ] |
| Ekaterina Tunguskova  | 10 000 m           | N/A        | N/A        | N/A         | N/A         | N/A      | N/A      | NQ       | NQ      | [ 33 ] |
| Valentina Kibalnikova | 100 m przez płotki | 13,29      | 39.        | N/A         | N/A         | NQ       | NQ       | NQ       | NQ      | [ 34 ] |
| Nataĺya Asanova       | 400 m przez płotki | 1:02,37    | 46.        | N/A         | N/A         | NQ       | NQ       | NQ       | NQ      | [ 35 ] |
| Sitora Xamidova       | maraton            | N/A        | N/A        | N/A         | N/A         | N/A      | N/A      | 2:39:45  | 54.     | [ 36 ] |
| Marina Hmelevskaya    | maraton            | N/A        | N/A        | N/A         | N/A         | N/A      | N/A      | 2:45:06  | 77.     | [ 36 ] |

Konkurencje techniczne
| Zawodniczka       | Konkurencja | Kwalifikacje | Kwalifikacje | Finał | Finał   | Źródło |
| Zawodniczka       | Konkurencja | Wynik        | Miejsce      | Wynik | Miejsce | Źródło |
| ----------------- | ----------- | ------------ | ------------ | ----- | ------- | ------ |
| Yuliya Tarasova   | skok w dal  | 6,16         | 29.          | NQ    | NQ      | [ 37 ] |
| Nadiya Dusanova   | skok wzwyż  | 1,92         | 20.          | NQ    | NQ      | [ 38 ] |
| Svetlana Radzivil | skok wzwyż  | 1,94         | 1.           | 1,88  | 13.     | [ 38 ] |

Siedmiobój
| Zawodniczka         | Konkurencja | 100H  | HJ   | SP  | 200 m | LJ  | JT  | 800 m | Razem | Pozycja | Źródło |
| ------------------- | ----------- | ----- | ---- | --- | ----- | --- | --- | ----- | ----- | ------- | ------ |
| Yekaterina Voronina | Rezultat    | 15,21 | 1,65 | DNS | DNF   | DNF | DNF | DNF   | 1609  | DNF     | [ 39 ] |
| Yekaterina Voronina | Punkty      | 814   | 795  | –   | –     | –   | –   | –     | 1609  | DNF     | [ 39 ] |

### Pływanie
| Zawodnik           | Konkurencja               | Eliminacje | Eliminacje | Półfinał | Półfinał | Finał | Finał   | Źródło |
| Zawodnik           | Konkurencja               | Czas       | Miejsce    | Czas     | Miejsce  | Czas  | Miejsce | Źródło |
| ------------------ | ------------------------- | ---------- | ---------- | -------- | -------- | ----- | ------- | ------ |
| Vladislav Mustafin | 100 m klasycznym mężczyzn | 1:01,66    | 34.        | NQ       | NQ       | NQ    | NQ      | [ 40 ] |
| Ranohon Amanova    | 200 m zmiennym kobiet     | 2:18,97    | 38.        | NQ       | NQ       | NQ    | NQ      | [ 41 ] |
| Ranohon Amanova    | 400 m zmiennym kobiet     | 4:52,15    | 33.        | N/A      | N/A      | NQ    | NQ      | [ 42 ] |

### Podnoszenie ciężarów
| Zawodnik              | Konkurencja      | Rwanie | Rwanie  | Podrzut | Podrzut | Razem  | Pozycja | Źródło |
| Zawodnik              | Konkurencja      | Wynik  | Pozycja | Wynik   | Pozycja | Razem  | Pozycja | Źródło |
| --------------------- | ---------------- | ------ | ------- | ------- | ------- | ------ | ------- | ------ |
| Doston Yokubov        | -69 kg mężczyzn  | 137 kg | 17.     | 176 kg  | 12.     | 313 kg | 14.     | [ 43 ] |
| Ruslan Nurudinov      | -105 kg mężczyzn | 194 kg | 2.      | 237 kg  | 1.      | 431 kg | złoto   | [ 43 ] |
| Ivan Efremov          | -105 kg mężczyzn | 194 kg | 1.      | 220 kg  | 8.      | 414 kg | 5.      | [ 43 ] |
| Rustam Djangabaev     | +105 kg mężczyzn | 195 kg | 5.      | 237 kg  | 8.      | 432 kg | 6.      | [ 43 ] |
| Sardorbek Dustmurotov | +105 kg mężczyzn | 179 kg | 19.     | 232 kg  | 9.      | 411 kg | 11.     | [ 43 ] |

### Strzelectwo
Mężczyźni
| Zawodnik         | Konkurencja               | Kwalifikacje | Kwalifikacje | Finał | Finał   | Źródło |
| Zawodnik         | Konkurencja               | Wynik        | Pozycja      | Wynik | Pozycja | Źródło |
| ---------------- | ------------------------- | ------------ | ------------ | ----- | ------- | ------ |
| Wadim Skorowarow | karabin pneumatyczny 10 m | 620,9        | 28.          | NQ    | NQ      | [ 44 ] |

### Taekwondo
| Zawodnik            | Konkurencja     | 1/8              | Ćwierćfinał      | Półfinał         | Repesaż          | Finał/3.miejsce  | Finał/3.miejsce | Źródło |
| Zawodnik            | Konkurencja     | Przeciwnik Wynik | Przeciwnik Wynik | Przeciwnik Wynik | Przeciwnik Wynik | Przeciwnik Wynik | Pozycja         | Źródło |
| ------------------- | --------------- | ---------------- | ---------------- | ---------------- | ---------------- | ---------------- | --------------- | ------ |
| Nikita Rafalovich   | -80 kg mężczyzn | Oueslati P 8-11  | NQ               | NQ               | NQ               | NQ               | 11.             | [ 45 ] |
| Dmitriy Shokin      | +80 kg          | Qiao W 15-8      | Castillo W 1-1   | Issoufou P 2-8   | N/A              | Cha P 3-4        | 5.              | [ 46 ] |
| Nigora Tursunkulova | -67 kg (kobiet) | Johansson W 2-2  | Əzizova P 1-5    | NQ               | NQ               | NQ               | 9.              | [ 47 ] |

### Tenis stołowy
| Zawodnik        | Konkurencja        | Eliminacje       | Runda 1          | Runda 2          | Runda 3          | 1/8 finału       | Ćwierćfinały     | Półfinały        | Finał            | Finał   | Źródło |
| Zawodnik        | Konkurencja        | Przeciwnik Wynik | Przeciwnik Wynik | Przeciwnik Wynik | Przeciwnik Wynik | Przeciwnik Wynik | Przeciwnik Wynik | Przeciwnik Wynik | Przeciwnik Wynik | Pozycja | Źródło |
| --------------- | ------------------ | ---------------- | ---------------- | ---------------- | ---------------- | ---------------- | ---------------- | ---------------- | ---------------- | ------- | ------ |
| Zochid Kenjajew | gra pojedyncza (m) | BYE              | Jančařík W 4-2   | Pitchford P 1-4  | NQ               | NQ               | NQ               | NQ               | NQ               | 33.     | [ 48 ] |

### Tenis ziemny
| Zawodnik      | Konkurencja | 1/32                    | 1/16             | 1/8              | Ćwierćfinały     | Półfinały        | Finał            | Finał   | Źródło |
| Zawodnik      | Konkurencja | Przeciwnik Wynik        | Przeciwnik Wynik | Przeciwnik Wynik | Przeciwnik Wynik | Przeciwnik Wynik | Przeciwnik Wynik | Pozycja | Źródło |
| ------------- | ----------- | ----------------------- | ---------------- | ---------------- | ---------------- | ---------------- | ---------------- | ------- | ------ |
| Denis Istomin | singel (m)  | Ferrer P 0:2 (2:6, 1:6) | NQ               | NQ               | NQ               | NQ               | NQ               | 33.     | [ 49 ] |

### Wioślarstwo
| Zawodnik              | Konkurencja | Eliminacje | Eliminacje | Repesaż | Repesaż | Ćwierćfinały | Ćwierćfinały | Półfinały            | Półfinały | Finał           | Finał | Miejsce | Źródło |
| Zawodnik              | Konkurencja | Czas       | M.         | Czas    | M.      | Czas         | M.           | Czas                 | M.        | Czas            | M.    | Miejsce | Źródło |
| --------------------- | ----------- | ---------- | ---------- | ------- | ------- | ------------ | ------------ | -------------------- | --------- | --------------- | ----- | ------- | ------ |
| Shakhboz Kholmirzayev | M1x         | 7:25,03    | 4.         | 7:14,58 | 2.      | 7:09,99      | 6.           | 7:26,04 Półfinał C/D | 4.        | 7:04,78 Finał D | 4.    | 22.     | [ 50 ] |

### Zapasy
Mężczyźni – styl klasyczny
| Zawodnik             | Konkurencja | Kwalifikacje     | 1/8              | Ćwierćfinał      | Półfinał         | Repesaż 1        | Finał/ 3.miejsce | Finał/ 3.miejsce | Źródło |
| Zawodnik             | Konkurencja | Przeciwnik Wynik | Przeciwnik Wynik | Przeciwnik Wynik | Przeciwnik Wynik | Przeciwnik Wynik | Przeciwnik Wynik | Pozycja          | Źródło |
| -------------------- | ----------- | ---------------- | ---------------- | ---------------- | ---------------- | ---------------- | ---------------- | ---------------- | ------ |
| Yelmurat Tasmuradov  | -59 kg      | BYE              | Fris W 7-4       | Yun W 9-0        | Borrero P 1-4    | N/A              | Eralijew W 13-8  | brąz             | [ 51 ] |
| Dilshod Turdiyev     | -75 kg      | BYE              | Nemeš P2-6       | NQ               | NQ               | NQ               | NQ               | 14.              | [ 52 ] |
| Rustam Assakalov     | -85 kg      | BYE              | Provisor W 6-3   | Lőrincz P 1-2    | NQ               | NQ               | NQ               | 8.               | [ 53 ] |
| Moʻminjon Abdullayev | -130 kg     | BYE              | Siemionow P 0-3  | NQ               | NQ               | NQ               | NQ               | 15.              | [ 54 ] |

Mężczyźni – styl wolny
| Zawodnik            | Konkurencja | Kwalifikacje     | 1/8              | Ćwierćfinał      | Półfinał         | Repesaż 1        | Repesaż 2        | Finał              | Finał   | Źródło |
| Zawodnik            | Konkurencja | Przeciwnik Wynik | Przeciwnik Wynik | Przeciwnik Wynik | Przeciwnik Wynik | Przeciwnik Wynik | Przeciwnik Wynik | Przeciwnik Wynik   | Pozycja | Źródło |
| ------------------- | ----------- | ---------------- | ---------------- | ---------------- | ---------------- | ---------------- | ---------------- | ------------------ | ------- | ------ |
| Abbos Rahmonov      | -57 kg      | Bonne P 0-10     | NQ               | NQ               | NQ               | NQ               | NQ               | NQ                 | 18.     | [ 55 ] |
| Ixtiyor Navruzov    | -65 kg      | BYE              | Batirow W 7-7    | Gómez W 8-5      | Ramonow P 7-18   |                  |                  | Mandachnaran W 8-7 | brąz    | [ 56 ] |
| Bekzod Abdurahmonov | -74 kg      | BYE              | Giedujew P 5-10  | NQ               | NQ               | N/A              | Burroughs W 11-1 | Həsənov P 7-9      | 5.      | [ 57 ] |
| Magomied Ibragimow  | -97 kg      | Buassat W 0-0    | Tamarau W 13-0   | Gaziumow P 3-12  | NQ               | N/A              | Jazdani W 5-0    | Andrijcew W 1-2    | brąz    | [ 58 ] |